# Distretto di Ite
Il distretto di Ite è un distretto del Perù, facente parte della provincia di Jorge Basadre, nella regione di Tacna.